# Himson Teleda
Himson Teleda (18 luglio 1992) è un ex calciatore salomonese, di ruolo centrocampista.

## Carriera

### Club
Ha sempre giocato nella prima divisione delle Isole Salomone.

### Nazionale
Ha preso parte alla Coppa delle nazioni oceaniane 2012, segnando anche un gol nella finale per il 3º/4º posto persa per 4-3 contro la Nuova Zelanda.